# Лактіонов Дмитро Вадимович
Дмитро Вадимович Лактіонов (нар. 7 лютого 2004, Донецьк, Україна) — український футболіст, нападник «Подбрезової», який виступає в оренді за резервну команду братиславського «Слована».

## Життєпис
Народився в Донецьку. У ДЮФЛУ з 2015 по 2020 рік виступав за «КОДЮСШ-Арсенал» (Щасливе), «Арсенал» (Київ) та ФА «Арсенал» (Київ). У сезоні 2021/22 років виступав за «Ронін» (Лісне) в аматорському кубку України.
22 лютого 2022 року перейшов до юнацької команди словацького клубу «Погроньє», а на початку липня 2022 року переведений до першої команди клубу. На професійному рівні дебютував 21 серпня 2022 року в програному (2:3) виїзному поєдинку 2-го туру Другої ліги Словаччини проти «Петржалки». Дмитро вийшов на поле на 79-й хвилині замість Самуеля Ургела. У сезоні 2022/23 років зіграв 16 матчів у другому дивізіоні чемпіонату Словаччини та 1 поєдинок у кубку Словаччини.
У середині липня 2022 року підписав контракт з «Подбрезовою», але вже незабаром повернувся в оренду до свого колишнього клубу, «Погроньє». Першими голами у дорослому футболі відзначився 6 вересня 2023 року на 20-й та 63-й хвилинах переможного (4:1) виїзного поєдинку кубку Словаччини проти «Вініци». Першим голом у Другій лізі Словаччини відзначився 10 листопада 2023 року на 86-й хвилині програного (2:4) домашнього поєдинку 16-го туру проти «Петржалки». Денис вийшов на поле на 54-й хвилині замість гамбійця Бакарі Джавара. У першій половині сезону 2023/24 років зіграв 17 матчів (1 гол) у Другій лізі Словаччини та 2 поєдинки (2 голи) у кубку Словаччини. Наприкінці лютого 2024 року перейшов в оренду до іншого колективу Другої ліги Словаччини, «Ліптовські Мікулаш». У другій половині сезону 2023/24 років зіграв 13 матчів (1 гол) у чемпіонаті Словаччини, після чого повернувся до «Подбрезової».
Наприкінці липня 2024 року перейшов в оренду до резервної команди братиславського «Слована». 